# 성종실록
《성종강정대왕실록》(成宗康靖大王實錄) 또는 《성종실록》(成宗實錄)은 1469년 음력 11월부터 1494년 음력 12월까지 조선 성종 시대의 사실을 기록한 실록이다. 총 297권 47책으로 구성되어 있으며, 《조선왕조실록》의 일부를 이룬다.
한편 조선의 첫 사화인 무오사화는 이 실록의 사초가 발단이 되어 일어난 사건이다.

## 개요
1469년(성종 즉위년) 음력 11월부터 1494년(성종 25년) 음력 12월까지 총 25년 1개월에 걸친 성종 시대의 국정 전반에 관한 역사적 사실을 편년체로 기록한 실록이다. 총 297권 47책으로 구성되어 있으며, 《조선왕조실록》의 일부를 이룬다. 원본은 활자본이다.
1495년(연산군 1년) 음력 4월 19일 당시 영의정 노사신과 우의정 정괄 등이 《성종실록》의 편찬을 건의하자, 연산군이 이를 받아들여 편찬하게 하였다. 편찬 작업 도중 무오사화가 발생하였으나 실록 편찬 자체는 큰 지장 없이 진행되었으며, 1499년(연산군 4년) 음력 5월에 완성을 보아 실록 편찬자들에게 포상하였다.
편찬에 참여한 인원은 영관사에 신승선, 감관사에 어세겸과 성준 등 총 89명이다. 처음에 신승선이 총재관을 맡다가 후에 성준으로 교체된 것으로 보인다.
임진왜란 때 전주사고본을 제외한 나머지 실록이 소실되어 1603년(선조 36년)부터 1606년(선조 39년) 사이에 모든 실록을 다시 인쇄하였다. 이때 《성종실록》도 3부가 다시 간행되어 전주사고본 및 교정본을 포함하여 총 5부가 있게 되었으나, 1624년(인조 2년) 이괄의 난 때 춘추관에 둔 1부는 소실되었다. 이후 1929년부터 1932년까지 경성제국대학에서 영인본을 간행하였다.

## 무오사화
당시 《성종실록》의 사관으로 참여하던 김일손은 세조가 아들 덕종의 후궁 귀인 권씨와 귀인 윤씨를 범하려 했다는 내용을 사초에 기록하였다. 이에 김일손을 심문하였는데, 이튿날 김일손이 《조의제문》까지 사초에 실은 것이 밝혀졌다. 특히 《조의제문》을 세조가 단종의 보위를 찬탈한 것을 초나라 의제에 빗대어 비난하기 위해 실었다고 주장한 유자광은, 김일손의 스승 김종직의 문집에서 《조의제문》이 실린 것을 찾아내었다. 유자광은 이를 발전시켜 무오사화를 일으켰다. 후일 김일손 등은 참형을 당하였고, 이 사초를 보고도 즉시 보고하지 않은 어세겸, 이극돈, 유순, 윤효손 등은 파직을 당하였다.
한편 무오사화는 다른 사화들과는 달리 "사화(史禍)"로 표기하기도 하는데, 이는 무오사화의 원인이 《성종실록》의 사초에서 비롯되었기 때문이다.

## 특징 및 평가
- 《성종실록》은 제14권에 해당하는 1472년(성종 3년) 음력 1월 기사부터는 기사량에 상관 없이 1개월분을 1권으로 만들었기 때문에, 역대 《조선왕조실록》 중 권수가 가장 많다.[3][9]
- 실록은 1권을 1책으로 묶는 것이 일반적이나, 《성종실록》은 2~6권이 1책으로 묶인 경우가 있다.[10]
- 서울대학교 규장각한국학연구원에 대한민국의 국보로 지정되지 않은 실록이 일부 있는 것으로 확인되었다. 이 중 《성종실록》은 총 7책이며, 밀랍본이다. 표지가 바뀐 제63권과 화재로 약간 훼손된 제96~99권 등이 있다.[10]
- 《성종실록》의 밀랍본 중 총 11책은 대한민국 국립문화재연구소에 의해 상태 불량으로 분류되었다.[11]
- 《성종실록》은 유교적 이념을 바탕으로 각종 문물 제도가 정비된 성종 시대의 역사적 사실 뿐 아니라, 조선 초기의 역사 및 문화 연구에 있어서 중요한 자료로 평가받는다.[3]